# Ferrari SF21
Chronologie des modèles (2021)
Ferrari SF1000 Ferrari F1-75
La Ferrari SF21 est la monoplace de Formule 1 engagée par la Scuderia Ferrari dans le cadre de la saison 2021 du championnat du monde de Formule 1. Elle est pilotée par le Monégasque Charles Leclerc, présent au sein de l'écurie italienne depuis 2019, et l'Espagnol Carlos Sainz Jr., en provenance de l'écurie McLaren Racing.

## Création de la monoplace
La Ferrari SF21, légère évolution de la SF1000 de la saison précédente, est présentée le 10 mars 2021 sur Internet. Elle se distingue de sa devancière par un nouveau moteur V6 Ferrari 065/6 plus puissant de cinquante chevaux et offrant une vitesse de pointe plus élevée. La SF21 arbore une livrée rouge foncé, à l'image de celle de la SF1000 affichée lors de la 1000e participation de la Scuderia Ferrari à un Grand Prix de Formule 1, lors du Grand Prix de Toscane 2020 et une touche de vert sur le capot arrière, pour le commanditaire Philip Morris par l'intermédiaire de sa plate-forme de communication Mission Winnow.

## Résultats en championnat du monde de Formule 1
| Saison | Écurie                          | Moteur                                   | Pneus   | Pilotes          | Courses | Courses | Courses | Courses | Courses | Courses | Courses | Courses | Courses | Courses | Courses | Courses | Courses | Courses | Courses | Courses | Courses | Courses | Courses | Courses | Courses | Courses | Points inscrits | Classement |
| Saison | Écurie                          | Moteur                                   | Pneus   | Pilotes          | 1       | 2       | 3       | 4       | 5       | 6       | 7       | 8       | 9       | 10      | 11      | 12      | 13      | 14      | 15      | 16      | 17      | 18      | 19      | 20      | 21      | 22      | Points inscrits | Classement |
| ------ | ------------------------------- | ---------------------------------------- | ------- | ---------------- | ------- | ------- | ------- | ------- | ------- | ------- | ------- | ------- | ------- | ------- | ------- | ------- | ------- | ------- | ------- | ------- | ------- | ------- | ------- | ------- | ------- | ------- | --------------- | ---------- |
| 2021   | Scuderia Ferrari Mission Winnow | Ferrari V6 turbo hybride Tipo 065/6 1.6L | Pirelli |                  | BAH     | EMI     | POR     | ESP     | MON     | AZE     | FRA     | STY     | AUT     | GBR     | HON     | BEL     | P-B     | ITA     | RUS     | TUR     | USA     | MEX     | BRE     | QAT     | SAU     | ABU     | 323,5           | 3e         |
| 2021   | Scuderia Ferrari Mission Winnow | Ferrari V6 turbo hybride Tipo 065/6 1.6L | Pirelli | Charles Leclerc  | 6e      | 4e      | 6e      | 4e      | Np.     | 4e      | 16e     | 7e      | 8e      | 2e      | Abd.    | 8e      | 5e      | 4e      | 15e     | 4e      | 4e      | 5e      | 5e      | 8e      | 7e      | 10e     | 323,5           | 3e         |
| 2021   | Scuderia Ferrari Mission Winnow | Ferrari V6 turbo hybride Tipo 065/6 1.6L | Pirelli | Carlos Sainz Jr. | 8e      | 5e      | 11e     | 7e      | 2e      | 8e      | 11e     | 6e      | 5e      | 6e      | 3e      | 10e     | 7e      | 6e      | 3e      | 8e      | 7e      | 6e      | 6e      | 7e      | 8e      | 3e      | 323,5           | 3e         |

Légende : ici 
- *Le pilote n'a pas terminé la course mais est classé pour avoir parcouru 90% de la distance prévue.